# Celama ebatoi
Celama ebatoi är en fjärilsart som beskrevs av Inoue 1970. Celama ebatoi ingår i släktet Celama och familjen trågspinnare. Inga underarter finns listade i Catalogue of Life.